# Kepler-41
Kepler-41 hoặc KOI-196 là một ngôi sao trong chòm sao Thiên Nga (Cygnus). Nó là một ngôi sao dãy chính loại G, giống như Mặt trời, và nó nằm cách hệ Mặt Trời 3.680 năm ánh sáng (1130 Parsec). Nó khá giống với Mặt trời, với 115% khối lượng của nó, bán kính 129% so với Mặt trời và nhiệt độ bề mặt là 5.750 K. Có một hành tinh ngoài hệ mặt trời được biết quay quanh Kepler-41.

## Hệ hành tinh
Năm 2011, hành tinh Kepler-41b được phát hiện trên quỹ đạo quanh ngôi sao. Hành tinh quay quanh quỹ đạo cực kỳ gần với Kepler-41, hoàn thành quỹ đạo một lần trong 1,86 ngày. Mặc dù nhận được lượng phóng xạ lớn từ Kepler-41, bán kính của Kepler-41b ban đầu được cho là ít hơn so với Sao Mộc khiến nó trở nên khác thường đối với Sao Mộc nóng, tuy nhiên các quan sát sau đó cho thấy bán kính tăng cao tương tự như các sao Mộc nóng khác. Kepler-41b cũng khá phản chiếu ánh sáng, với suất phản chiếu hình học là 0,30.
| Thiên thể đồng hành (thứ tự từ ngôi sao ra) | Khối lượng | Bán trục lớn (AU) | Chu kỳ quỹ đạo (ngày) | Độ lệch tâm | Độ nghiêng | Bán kính   |
| ------------------------------------------- | ---------- | ----------------- | --------------------- | ----------- | ---------- | ---------- |
| b                                           | 056±008 MJ | 003101±00004      | 185555820±000052      | 0 (fixed)   | 8251±009°  | 129±002 RJ |